# Fliegermuseum Altenrhein

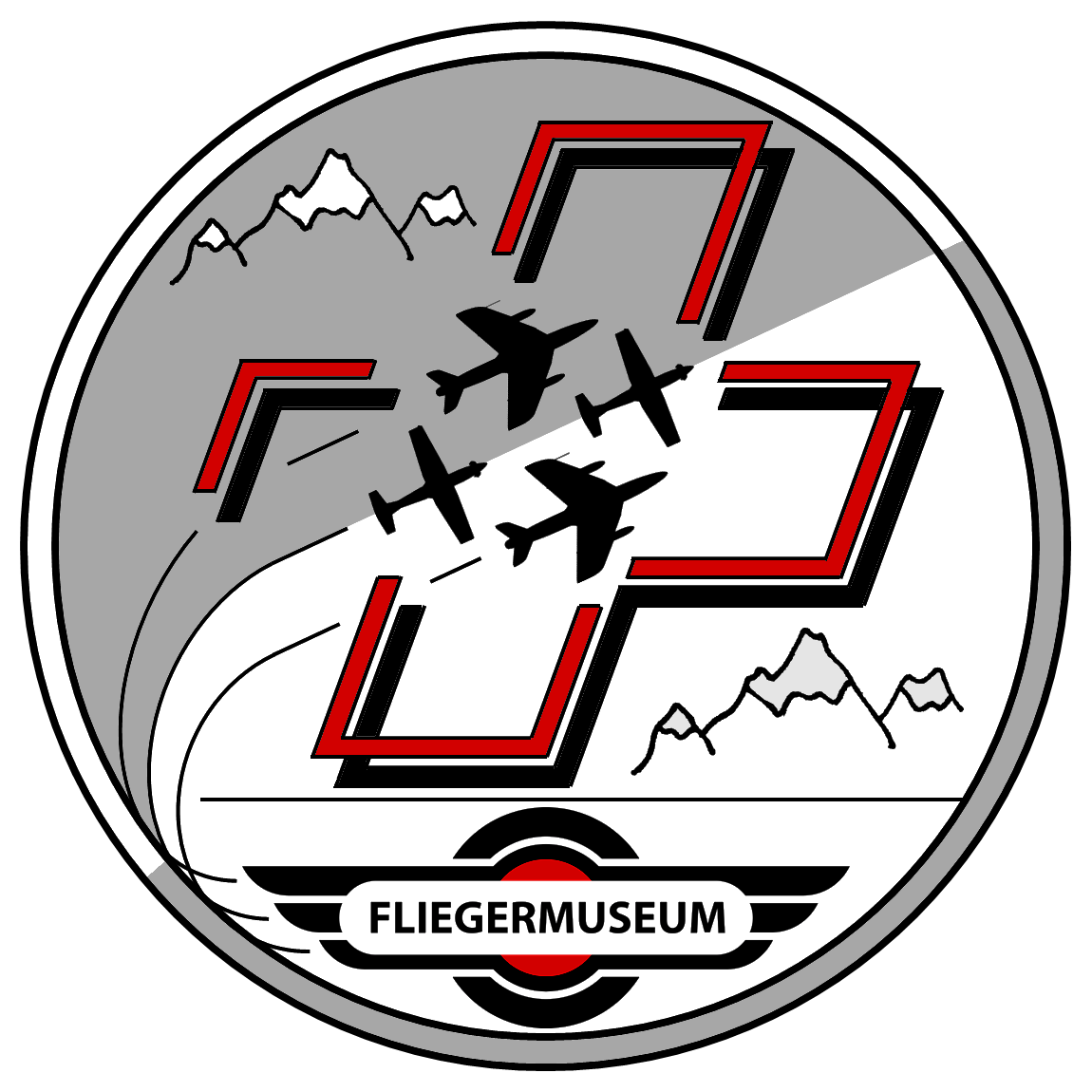
Logo Flugeinsatz Fliegermuseum Altenrhein

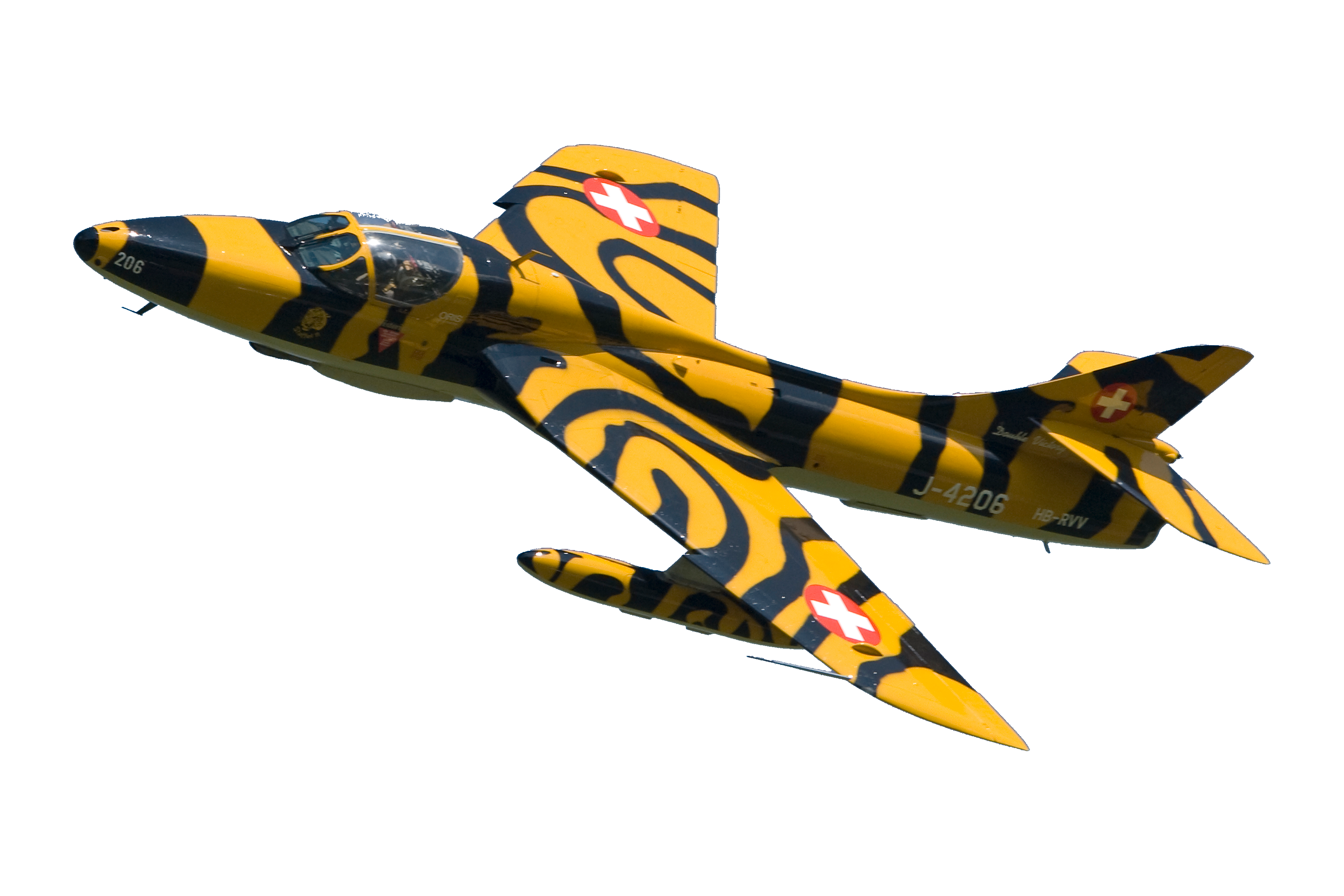
HB-RVV des Fliegermuseum Altenrhein

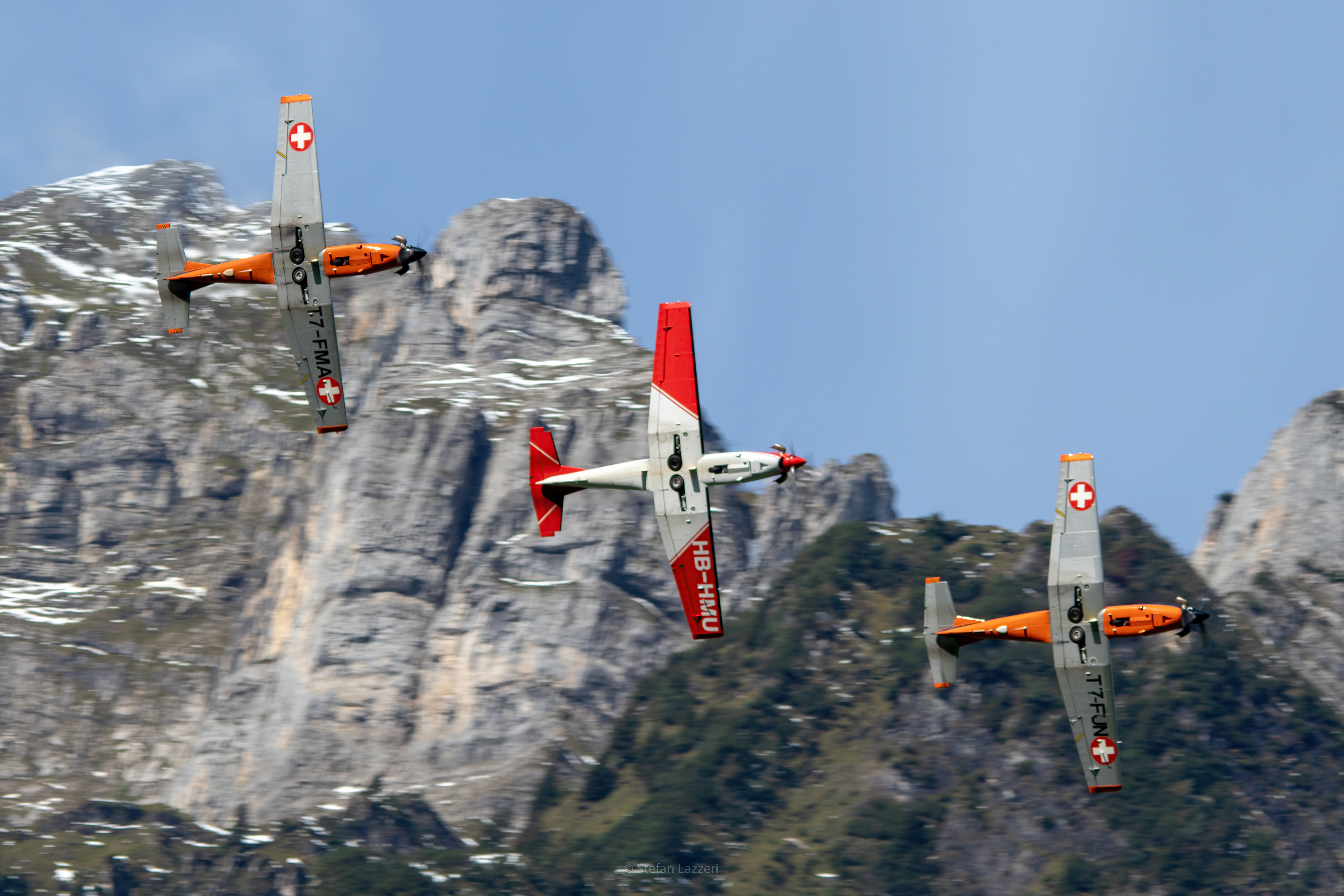
PC-7 SUBITO Team over Mollis Airport

Das Fliegermuseum Altenrhein (FMA) ist ein fliegendes Luftfahrtmuseum sowie eine Flugbetriebsorganisation am Flugplatz Altenrhein im Kanton St. Gallen. Zu den Exponaten gehören verschiedene Luftfahrzeuge mit Bezug zur Schweizer Aviatik und speziell zur Schweizer Luftwaffe. Das Museum hält die meisten Flugzeuge flugfähig und präsentiert diese in der Luft. 
Der Flugbetrieb, das zentrale Element des Fliegermuseum Altenrhein (FMA), kann nur durch das Zusammenspiel aller Sektionen des FMA funktionieren. Die Sektionen des FMA sind Flugbetrieb, Unterhalt/Wartung, Logistik und Administration. Dabei setzt sich der Flugbetrieb aus der Ausbildung/Training, Flugveranstaltungen und Mitgliederflügen zusammen. Der Unterhalt und die Wartung werden primär durch die Historic Flight Maintenance HFM GmbH durchgeführt, welche ein Unternehmen des Fliegermuseum Altenrhein ist. So kann sich das Fliegermuseum Altenrhein als Kompetenzzentrum für den Flugbetrieb sowie Unterhalt und Wartung diverser historischer Luftfahrzeuge bezeichnen. 
Zu den Piloten des FMA gehören zahlreiche ehemalige Schweizer Militärpiloten, aktive und ehemalige Berufspiloten sowie sehr erfahrene Privatpiloten. Dabei werden die Piloten des FMA durch eigene interne Fluglehrer laufend trainiert, überprüft und weitergebildet, beispielsweise für Solo-Kunstflug und Formationsflug.
Zwei Kunstflug-Teams, das PC-7 SUBITO Team (drei Pilatus PC-7) sowie die Patrouille Papillon (zwei Pilatus P3) und die Solo-Displays (Pilatus PC-7, Pilatus P3, Boeing Stearman und Dornier Do 27) des FMA treten bei Flugveranstaltungen auf.
Für Mitglieder des Fliegermuseum Altenrhein besteht die Möglichkeit, an sogenannten Mitgliederflügen mit unseren Exponaten teilzunehmen.
Nicht flugfähige Exponate werden in einer statischen Ausstellung präsentiert, die über das FFA-Museum zugänglich sind. Für Mitglieder des Fliegermuseum Altenrhein ist der Eintritt in das FFA-Museum gratis.

## Exponate
- Hawker Hunter
- De Havilland DH.115 Vampire Trainer
- De Havilland DH.100 Vampire
- Dassault Mirage III
- Piaggio P.149
- Pilatus P-3
- Pilatus PC-7
- Pilatus PC-9
- Boeing Stearman
- Dornier Do 27
- Aeronca Champion 7AC
- Aeronca Chief 11AC
- Norécrin II
- Alouette II
- Alouette III
- Waco YMF-5
- Edge 540
- Hughes 500
- Beechcraft Bonanza
- Cessna 152
- Cessna 172
- Piper J-3